# إديث بيشي

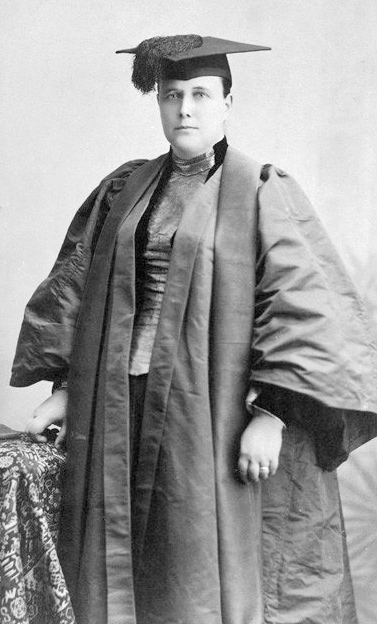
إديث بيشي في ثوب التخرج

إديث بيشي (بالإنجليزية: Edith Pechey)‏ (ولدت في 7 أكتوبر عام 1845 وتوفيت في 14 أبريل عام 1908) كانت واحدة من أوائل النساء الطبيبات في المملكة المتحدة ومناضلة في سبيل حقوق المرأة. أمضت ما يزيد عن 20 عامًا في الهند كطبيبة أولى في مستشفىً للنساء، كما شاركت في سلسلة من القضايا الاجتماعية.

## العائلة وإدنبرة
ولدت ماري إديث بيتشي في لانغهام، إسكس، لسارة (اسمها قبل الزواج: روتون)، ابنة محامٍ، دارسةٍ لليونانية، وهو ما كان غير اعتياديٍ بالنسبة لفتاةٍ من جيلها، وويليام بيشي، قسيس معمداني حاصل على ماجستير في علم اللاهوت من جامعة إدنبره. بعد أن تلقت تعليمها من قبل والديها، عملت مربية ومعلمة حتى عام 1869. أشار لوتزكر إلى أن: «أمها كانت مقتدرة في اليونانية ودراسات أخرى، وكان كل من والديها -إلى جانب عقولهما التي لم تهدأ- يكنان حبًا كبيرًا للتعلم.

## الحملة لدراسة الطب
بعد رفض طلب صوفيا جيكس بليك الوحيد لدراسة الطب في جامعة إدنبره، أعلنت في صحيفة سكوتسمان عن حاجتها لانضمام مزيد من النساء لها، الرسالة الثانية التي تلقتها كانت من إديث بيشي، كتبت بيشي في رسالتها:
«هل تعتقد بوجود ما يتطلب النجاح أكثر من قدراتٍ جيدة وحسٍ من المثابرة؟ أعتقد أنني أطالب بذلك، سويًا مع حب حقيقي لمجالات الدراسة، ولكن فيما يتعلق بالمعرفة الشاملة حول هذه الموضوعات في الوقت الحالي أخشى أنني قاصر فيها».
رغم مخاوفها، أصبحت بيشي واحدة طالبات إدنبرة السبع، الطالبات الأوائل على مرحلة البكالوريوس في أي جامعة بريطانية، إلى جانب ماري أندرسون، وإميلي بوفيل، وماتيلدا شابلن، وهيلين إيفانز، وصوفي جيكس بليك، وإيزابيل ثورن. أثبتت قدرتها الأكاديمية من خلال حصولها على درجة متقدمة في امتحان الكيمياء في سنتها الأولى من الدراسة، مما جعلها مؤهلة للحصول على منحة هوب.

## منحة هوب
قبل أربعين عامًا، كان البروفيسور هوب، الذي كان أستاذًا للكيمياء آنذاك، قد وضع جوائز سنوية تعرف بمنحة هوب. الطلاب الأربعة الذين حققوا أعلى الدرجات في امتحان الكيمياء للفصل الدراسي الأول لأول مرة سيُمنحون وصولًا مجانيًا لمرافق مختبر الجامعة خلال الفصل القادم. جاءت إديث بيشي على رأس هذه المجموعة، وبالتالي حصلت لأول مرة على منحة هوب.
أعرب الدكتور كروم براون، أستاذ الكيمياء، عن قلقه من أن منح منحة دراسية إلى امرأة سيثير رد فعل من الطلبة الذكور، الذين تنامت فيهم عداوة لدى رؤيتهم فتاةً قادرة على التفوق عليهم في الامتحانات التنافسية. لاحظ أيضًا، خلال الفصل، بدء عديد من زملاءه المحترمين في كلية الطب بالتعبير عن استيائهم من وجود نساء في الجامعة.
لذلك قرر أن يمنح المنحة لطلابٍ ذكورحصلوا على علاماتٍ أقل من بيشي. ذكر بأن السبب كان «أن النساء لسن جزءًا من الصف الجامعي، لأنهن يدرسن بشكل منفصل».

## مناشدة مجلس الجامعة و«ملصقات مربى الفراولة»
بعد استخدام مصطلح الفصول الدراسية المنفصلة كسبب لعدم منح بيشي المنحة الدراسية، شعر كروم براون بعد القدرة على إصدار شهادات الحضور فصول الكيمياء خاصته المعتادة للنساء. بدلًا من ذلك، أشاد بحضورهم صف «السيدات» في الجامعة. لم تكن سوى الشهادات القياسية تفي بمتطلبات الكلية للحصول على الشهادة الطبية؛ كانت «ملصقات مربى الفراولة»، كما أسمتهم صوفيا جكس بليك، عديمة الفائدة.
ناشدت النساء مجلس الجامعة. ذكرت إديث بيشي مطالبتها بمنحة دراسية وطلبت النساء الأخريات أن يتم منحهن الشهادات القياسية لصفوف الكيمياء خاصتهن. عقد المجلس اجتماعًا في 9 أبريل عام 1870، وبعد مناقشاتٍ عدة، حكم لصالح النساء فيما يخص الشهادات ولكن ضدّهم بخصوص منحة هوب.

## وصلات خارجية
- Alexandra Native Girls' Educational Institution